# 2759 Idomeneus
A 2759 Idomeneus (ideiglenes jelöléssel 1980 GC) egy kisbolygó a Naprendszerben. Edward L. G. Bowell fedezte fel 1980. április 14-én. A Jupiter pályáján keringő Trójai csoport tagja.